# Atentado en La Macarena de 2017
El Atentado en La Macarena de 2017 fue un hecho ocurrido el día 19 de febrero de 2017, en el Barrio La Macarena de Bogotá cercana a la Plaza de toros La Santamaría de Bogotá, la capital de Colombia, cuando se celebraba la última corrida de toros del año en el lugar. Una bomba estalló en una calle cercana causando la muerte de un miembro del ESMAD y 40 personas heridas. La explosión afectó igualmente a 34 inmuebles del barrio de La Macarena.

## Atentado
La explosión se registró a las 10.36 hora local, a la altura de la calle 27 con carrera 5, en las inmediaciones de la plaza de toros La Santamaría en la que se celebró la última corrida de la temporada taurina en la capital, razón por la que había un gran dispositivo policial. Al parecer, se trató de un artefacto explosivo que fue ubicado en una alcantarilla, en donde estaban ubicados varios integrantes del Escuadrón Móvil Antidisturbios (ESMAD) de la policía. En esa parte de la ciudad se ubica un restaurante y un hostal para ciudadanos extranjeros. Los vecinos del barrio La Macarena fueron evacuados. El lugar, que ya tenía un fuerte dispositivo de seguridad, fue acordonado rápidamente mientras que los heridos eran trasladados en ambulancias y patrullas.

## Balance
La explosión dejó 40 personas heridas y un fallecido, el antimotines Albeiro Garibello Alvarado, quien falleció la mañana del 22 de febrero de 2017, después de permanecer en cuidados intensivos tras la explosión, así como daños en edificios aledaños. Los heridos fueron trasladados al Hospital Central de la Policía y al Hospital San Ignacio.

## Condenas
El alcalde de la ciudad, Enrique Peñalosa, señaló que "Los terroristas no nos van a intimidar. Vamos a hacer todo lo que sea necesario para capturarlos". Peñalosa se presentó en el lugar de la emergencia, junto con el Secretario de Seguridad de Bogotá, Daniel Mejía
El presidente de Colombia, Juan Manuel Santos, exigió la captura inmediata de los responsables del atentado.

### Atribución del Atentado
El Ejército de Liberación Nacional (ELN) asumió  la autoría del atentado por medio de su cuenta de Twitter, en donde resaltó la necesidad de pactar un cese al fuego bilateral para crear un ambiente favorable al proceso de paz.